# Тежки метали
Тежките метали са група метали в периодичната таблица, с относително голяма плътност и атомен номер, като прилагателното тежки може да има различни дефиниции в зависимост от контекста Например в металургията се отчита относителното тегло, докато във физиката като критерий се използва атомният номер, а в химията – химическите свойства. Публикувани са различни дефиниции, но никое от тях не е широко прието. Предложените по-долу дефиниции обхващат 96 от известните 118 химични елементи, но на всички дефиниции отговарят само живак, олово и бисмут. Въпреки липсата на съгласие, терминът (в единствено или множествено число) се използва широко в науката, като най-честа е употребата му в материали, свързани с медицината и опазването на природата и при включването на даден елемент в тази категория значение имат не толкова физическите и химическите му свойства, колкото биологичното му въздействие и токсичност, а също така и обемът на използването му при стопански дейности.
По най-често определение, тежките метали са всички елементи между мед и бисмут, чието относително тегло надвишава 4.0 грама на куб.см. Живите организми се нуждаят от минимални количества от някои от тези метали, включително: кобалт, мед, магнезий, молибден, ванадий, цинк и стронций, но големи количества от тези елементи са токсични за всяко живо същество. Други метали като кадмий, живак и олово изобщо не са необходими за съществуването на организмите и когато по някаква причина се натрупват в телата им, те са токсични за тях.
Втората, по-тясна дефиниция, определя тежките метали като такива, разположени в дъното на периодичната таблица и следващи редкоземните метали. Нито един от металите в това определение не е от съществено значение за съществуването на организмите и всички, освен златото и бисмутът, са токсични за тях. Торият и уранът също понякога са включени в това определение, но най-често те се наричат просто „радиоактивни метали“.
Трета дефиниция, която разширява първоначалната дефиниция, определя един метал за тежък тогава, когато е способен да причини медицинско отравяне. В рамките на това определение, приложимо при замърсяване на околната среда, са металите от първоначалното определение, към които се добавят желязо, магнезий, алуминий и берилий.

## Тежки метали във водата
Наличието на тежки метали в питейната вода над определено ниво може да доведе до натрупване на тежки метали в организма и да влоши общественото здраве. Наличието на тежки метали в отпадните води също може да е причина металите да проникнат в подземните води, ограничавайки капацитета за пречистването на водата.